# Rio Platte
O rio Platte é um rio da Região Oeste dos Estados Unidos, que banha o estado do Nebraska. É um afluente do rio Missouri.
O rio resulta da confluência do rio North Platte (994 km) e do rio South Platte (628 km). Drena uma grande parte da zona central das Grandes Planícies no Nebraska e da parte oriental das Montanhas Rochosas no Colorado e Wyoming.
Mesmo não sendo navegável, este rio desempenhou um importante papel na história do Velho Oeste fornecendo numerosas rotas para a expansão do país para ocidente.
Inicialmente chamado Nebraska pelos Otoe, deu o seu nome ao estado que atravessa.
O rio Platte forma um grande arco dirigido para sudeste, depois para noroeste, passando por Gothenburg, Cozad, Kearney e Grand Island. O rio Loup é seu afluente a sudeste de Columbus. Passa a sul de Omaha para desaguar no Missouri a 5 km a norte de Plattsmouth. Com o North Platte, o comprimento do sistema é de cerca de 1.500 km e a bacia drena uma superfície de 230 000 km².